# Turleque
Turleque – gmina w Hiszpanii, w prowincji Toledo, w Kastylii-La Mancha, o powierzchni 100,85 km². W 2011 roku gmina liczyła 875 mieszkańców.